# Campoplex ovatus
Campoplex ovatus là một loài tò vò trong họ Ichneumonidae.